# Sergente Rex
Sergente Rex (Megan Leavey) è un film del 2017 diretto da Gabriela Cowperthwaite.
Il film è incentrato sulla figura reale di Megan Leavey, interpretata da Kate Mara, una marine impiegata nella guerra in Iraq resasi protagonista di atti eroici con il cane da guerra Rex. La vera Megan Leavey appare in un cameo come istruttrice di un cane.

## Trama
Nel 2001 a Valley Cottage, nello stato di New York, la giovane Megan Leavey, stanca del pessimo rapporto con la madre Jackie che ha divorziato dal padre dopo averlo tradito, decide di arruolarsi nel corpo dei Marines, solo per lasciare casa.
Dopo un addestramento non brillantissimo a Parris Island, in servizio nella base di Camp Pendleton in California, fa la conoscenza di un imponente pastore tedesco di nome Rex, molto aggressivo. Comprende di avere un talento con i cani e, con il tempo, stringe un rapporto singolare con Rex, di cui diventa ufficialmente partner militare, sotto la guida del sergente Andrew Dean.
Viene inviata in Iraq dove, nella base di Ramadi, è inizialmente impiegata solo per prestare servizio nei posti di blocco, in quanto alle donne non è mai stato consentito di andare in missione. Un giorno però, per un'emergenza, si rende necessario il suo utilizzo a Falluja e qui Leavey e Rex individuano un grande quantitativo di armi che scongiura un gran numero di atti terroristici in preparazione.
In seguito è regolarmente impiegata in missioni e, in una di queste, nel 2006 resta severamente ferita da un ordigno telecomandato. Nonostante questo, porta a termine positivamente la missione venendo poi rimandata in patria per curarsi, separatamente da Rex, anche lui ferito. Per il suo atto eroico le viene attribuito il massimo riconoscimento della Marina, la Purple Heart, ma mentre i problemi fisici trovano pian piano rimedio, vi sono scorie nella psiche che le impediscono di tornare a una vita normale, una volta lasciata la Marina.  
Le è chiaro da subito che la separazione da Rex è la cosa peggiore che debba sopportare. Il cane, ristabilitosi, in realtà ha ora un altro addestratore ed è tornato nuovamente in teatri di guerra per scovare degli ordigni. Lei spinge perché venga pensionato e affidato alla sua adozione. Il problema è che un cane di quel tipo difficilmente può diventare un cane da compagnia, essendo comunque addestrato per combattere e risultando dunque pericoloso in un contesto non adeguato.
Facendo appello anche al senatore Chuck Schumer, Megan riesce ad ottenere, al pensionamento di Rex, che questi le venga assegnato. Così nel 2012 la coppia si riunisce e lei, poi diventata addestratrice, ritrova l'affetto e la compagnia che solo un legame speciale possono fornire.

## Produzione
Le riprese si sono tenute principalmente a Charleston nella Carolina del Sud incominciate nell'ottobre 2015.
Le scene nel deserto dell'Iraq sono state invece girate in Spagna, nel Deserto di Tabernas.

## Distribuzione
In Italia, il film non è passato dalle sale cinematografiche: è stato distribuito direttamente in DVD.